# オスカー・ギリア

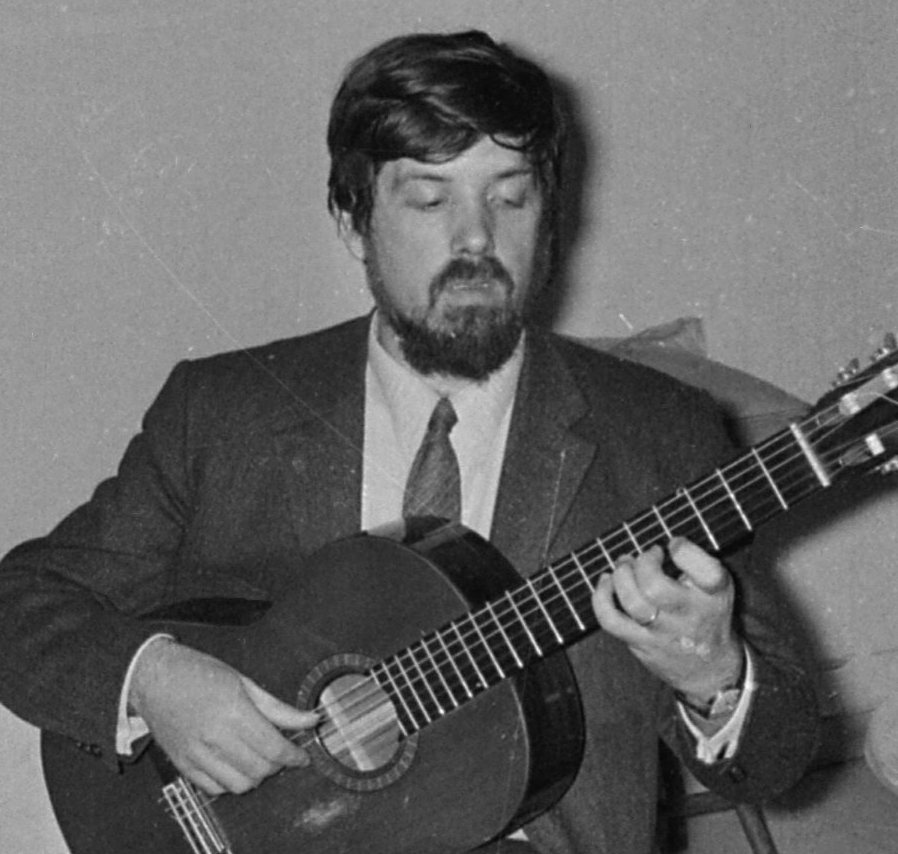
オスカー・ギリア, 1969

オスカー・ギリア（Oscar Ghiglia, 1938年8月13日 - 2024年3月3日）は、イタリアのギタリスト。

## 生涯
画家の父、パウロとピアニストの母のもとに生まれる。同名の画家は祖父である。サンタ・チェチーリア音楽院で学び、その後サンチャゴ・デ・コンポステラ音楽院、キジアーナ音楽院でアンドレス・セゴビアに師事。
優れた教授法で知られ、多くの優秀な弟子を育てている。日本人では福田進一などが師事している。キジアーナ音楽院などで教鞭をとる。
多くの言語に通じ、日本語も話す。
2024年3月3日の朝に死去。85歳没。

## 賞歴
- パリ国際ギターコンクール第１位(1963)